# Municipio Villa Alcalá
Das Municipio Villa Alcalá ist ein Verwaltungsbezirk im Departamento Chuquisaca im südamerikanischen Anden-Staat Bolivien.

## Lage im Nahraum
Das Municipio Villa Alcalá ist eines von fünf Municipios der Provinz Tomina und liegt im zentralen Teil der Provinz. Es grenzt im Nordwesten an das Municipio Tomina, im Westen an das Municipio Sopachuy, im Süden an das Municipio El Villar und im Osten an das Municipio Padilla.
Das Municipio hat 68 Ortschaften (localidades), der zentrale Ort des Municipio ist Alcalá mit 1562 Einwohnern im Jahr 2012.

## Geographie
Das Municipio Villa Alcalá liegt am Übergang des von der Cordillera Central begrenzten Altiplano zu den bolivianischen Tiefländern des Gran Chaco.
Die mittlere Durchschnittstemperatur der Region liegt bei etwa 18 °C, der Jahresniederschlag beträgt etwa 600 mm. Die Region weist keinen ausgeprägten Temperaturverlauf auf, die Monatsdurchschnittstemperaturen schwanken nur unwesentlich zwischen knapp 15 °C im Juni und Juli und 20 °C von November bis Januar. Die Monatsniederschläge liegen zwischen unter 10 mm von Mai bis August und über 100 mm von Dezember bis Februar.

## Bevölkerung
Die Einwohnerzahl ist zwischen 1992 und 2012 um etwa ein Drittel angestiegen und im folgenden Jahrzehnt wieder um etwa den gleichen Wert zurückgegangen:
| Jahr | Einwohner | Quelle       |
| ---- | --------- | ------------ |
| 1992 | 3660      | Volkszählung |
| 2001 | 4034      | Volkszählung |
| 2012 | 4902      | Volkszählung |
| 2024 | 3752      | Volkszählung |

Die Lebenserwartung der Neugeborenen lag im Jahr 2001 bei 63,0 Jahren, die Säuglingssterblichkeit ist von 10,2 Prozent (1992) auf 6,8 Prozent im Jahr 2001 gesunken.
Die Bevölkerungsdichte des Municipio Villa Alcalá lag bei der letzten Volkszählung von 2024 bei 11,9 Einwohnern pro km², der Alphabetisierungsgrad bei den über 6-Jährigen beträgt 70,2 Prozent. (2001)
95,4 Prozent der Bevölkerung sprechen Spanisch, 34,7 Prozent sprechen Quechua, und 0,1 Prozent Aymara. (2001)
81,4 Prozent der Bevölkerung haben keinen Zugang zu Elektrizität, 83,6 Prozent leben ohne sanitäre Einrichtung (2001).
64,9 Prozent der 727 Haushalte besitzen ein Radio, 8,0 Prozent einen Fernseher, 18,4 Prozent ein Fahrrad, 1,0 Prozent ein Motorrad, 1,8 Prozent einen PKW, 5,4 Prozent einen Kühlschrank, 0,3 Prozent ein Telefon. (2001)

## Politik
Ergebnis der Regionalwahlen (concejales del municipio) vom 4. April 2010:
| Wahl- berechtigte |  | Wahl- beteiligung | gültige Stimmen |  | MAS-IPSP | M.M.P. | LIDER |
| ----------------- |  | ----------------- | --------------- |  | -------- | ------ | ----- |
| 1.219             |  | 1.097             | 928             |  | 452      | 386    | 90    |
|                   |  | 90,0 %            | 84,6 %          |  | 48,7 %   | 41,6 % | 9,7 % |

Ergebnis der Regionalwahlen (elecciones de autoridades políticas) vom 7. März 2021:
| Wahl- berechtigte |  | Wahl- beteiligung | gültige Stimmen |  | MAS-IPSP | CST     | UNIDOS | C-A    | BSTH   | MNR    |
| ----------------- |  | ----------------- | --------------- |  | -------- | ------- | ------ | ------ | ------ | ------ |
| 1.726             |  | 1.514             | 1,244           |  | 699      | 450     | 52     | 17     | 15     | 11     |
|                   |  | 87,72 %           | 82,17 %         |  | 56,19 %  | 36,17 % | 4,18 % | 1,37 % | 1,21 % | 0,88 % |

## Gliederung
Das Municipio besteht nur aus einem Kanton (cantón) und untergliedert sich in die folgenden 16 Unterkantone (vicecantones):
- Vicecantón Alcalá – 838 Einwohner (2001)
- Vicecantón Garsas – 146 Einwohner
- Vicecantón Hoya da Chica – 125 Einwohner
- Vicecantón Huasa Pampa – 139 Einwohner
- Vicecantón K'Aspicancha – 184 Einwohner
- Vicecantón Lima Bamba Alto – 255 Einwohner
- Vicecantón Lima Bamba Bajo – 166 Einwohner
- Vicecantón Lima Bamba Centro – 459 Einwohner
- Vicecantón Matela Alta – 201 Einwohner
- Vicecantón Mosoj Llajta – 219 Einwohner
- Vicecantón Naranjos – 177 Einwohner
- Vicecantón Poma Bambillo – 139 Einwohner
- Vicecantón Salazar Pampa – 121 Einwohner
- Vicecantón Tipas – 308 Einwohner
- Vicecantón Villca Villca – 171 Einwohner
- Vicecantón Wanca Pampa – 386 Einwohner

## Ortschaften im Municipio Villa Alcalá
- Alcalá 1562 Einw. – Lima Bamba Centro 649 Einw.